# E3 Saxo Bank Classic 2025
L'E3 Saxo Bank Classic 2025 (officiellement E3 Saxo Bank Classic World Tour Elite, anciennement Grand Prix E3 Harelbeke) est la 67e édition de cette course cycliste masculine sur route. Il a lieu le 28 mars 2025 en Belgique et fait partie du calendrier UCI World Tour 2025, en catégorie 1.UWT.

## Présentation

### Équipes
Vingt-cinq équipes participent à la course : les dix-huit équipes UCI WorldTeams et sept équipes UCI ProTeams.
| WorldTeams (18)- Alpecin-Deceuninck - Arkéa-B&B Hotels - XDS Astana Team - Bahrain-Victorious - Cofidis - Decathlon AG2R La Mondiale Team - EF Education-EasyPost - Groupama-FDJ - Ineos Grenadiers - Intermarché-Wanty - Lidl-Trek - Movistar Team - Red Bull-BORA-hansgrohe - Soudal Quick-Step - Team Picnic-PostNL - Team Jayco AlUla - Team Visma \| Lease a Bike - UAE Team Emirates XRG ProTeams (7)- Israel-Premier Tech - Lotto - Q36.5 Pro Cycling Team - Team Flanders-Baloise - Team TotalEnergies - Tudor Pro Cycling Team - Uno-X Mobility |
| |

### Parcours
Le Grand Prix E3 commence dans le centre de Harelbeke avant de parcourir les monts des Ardennes flamandes, avec dix-sept ascensions classées. Le Tiegemberg, la dernière montée de la journée, est situé à une vingtaine de kilomètres de l'arrivée à Harelbeke.
Les 16 premiers et les 15 derniers kilomètres sont parcourus dans la province de Flandre-Occidentale près de Harelbeke. Le reste du parcours emprunte les routes de la province de Flandre-Orientale à l'exception de deux incursions en province du Hainaut (région wallonne) à Flobecq et Mont-de-l'Enclus. La distance totale de l'édition 2025 est de 208,8 km[réf. à confirmer].
Dix-sept monts sont au programme de cette édition, dont certains recouverts de pavés[réf. à confirmer] :
| Mont | Nom                                     | Km (début de la côte) | Revêtement | Longueur (m) | Pente moyenne | Pente maxi | Km de l'arrivée (début de la côte) |
| ---- | --------------------------------------- | --------------------- | ---------- | ------------ | ------------- | ---------- | ---------------------------------- |
| 1    | Katteberg                               | 31,4                  | asphalte   | 750          | 6 %           | 11 %       | 177,4                              |
| 2    | La Houppe                               | 90,7                  | asphalte   | 1 880        | 4,8 %         | 10 %       | 118,1                              |
| 3    | Kanarieberg                             | 96,9                  | asphalte   | 1 050        | 7,7 %         | 14 %       | 111,9                              |
| 4    | Kruisberg                               | 104,1                 | asphalte   | 800          | 4,8 %         | 9 %        | 104,7                              |
| 5    | Côte de Trieu                           | 111,9                 | asphalte   | 1 260        | 7 %           | 13 %       | 96,9                               |
| 6    | Hotondberg (nl)                         | 115,8                 | asphalte   | 1 200        | 4 %           | 8 %        | 93                                 |
| 7    | Kortekeer (nl)                          | 122,9                 | asphalte   | 1 000        | 6,4 %         | 17 %       | 85,9                               |
| 8    | Taaienberg                              | 127,6                 | pavés      | 700          | 6,3 %         | 16 %       | 81,2                               |
| 9    | Berg ten Stene                          | 135,6                 | asphalte   | 1 300        | 5,2 %         | 9 %        | 73,2                               |
| 10   | Boigneberg                              | 140,8                 | asphalte   | 1 000        | 5,2 %         | 12,3       | 68                                 |
| 11   | Eikenberg                               | 145,2                 | pavés      | 1 250        | 6,2 %         | 10 %       | 63,6                               |
| 12   | Stationsberg (nl)                       | 150,6                 | pavés      | 460          | 3,2 %         | 10 %       | 58,2                               |
| 13   | Kapelberg (nl)                          | 161,5                 | asphalte   | 750          | 7,1 %         | 14 %       | 47,3                               |
| 14   | Paterberg                               | 165,6                 | pavés      | 400          | 12,9 %        | 20,3 %     | 43,2                               |
| 15   | Vieux Quaremont                         | 168,4                 | pavés      | 2 220        | 4,2 %         | 11,6 %     | 40,4                               |
| 16   | Rue du Lait Battu / Karnemelkbeekstraat | 176,2                 | asphalte   | 1 530        | 4,9 %         | 18 %       | 32,6                               |
| 17   | Tiegemberg                              | 187,2                 | asphalte   | 750          | 5,6 %         | 9 %        | 21,6                               |

En plus des traditionnels monts, il y a cinq secteurs pavés :

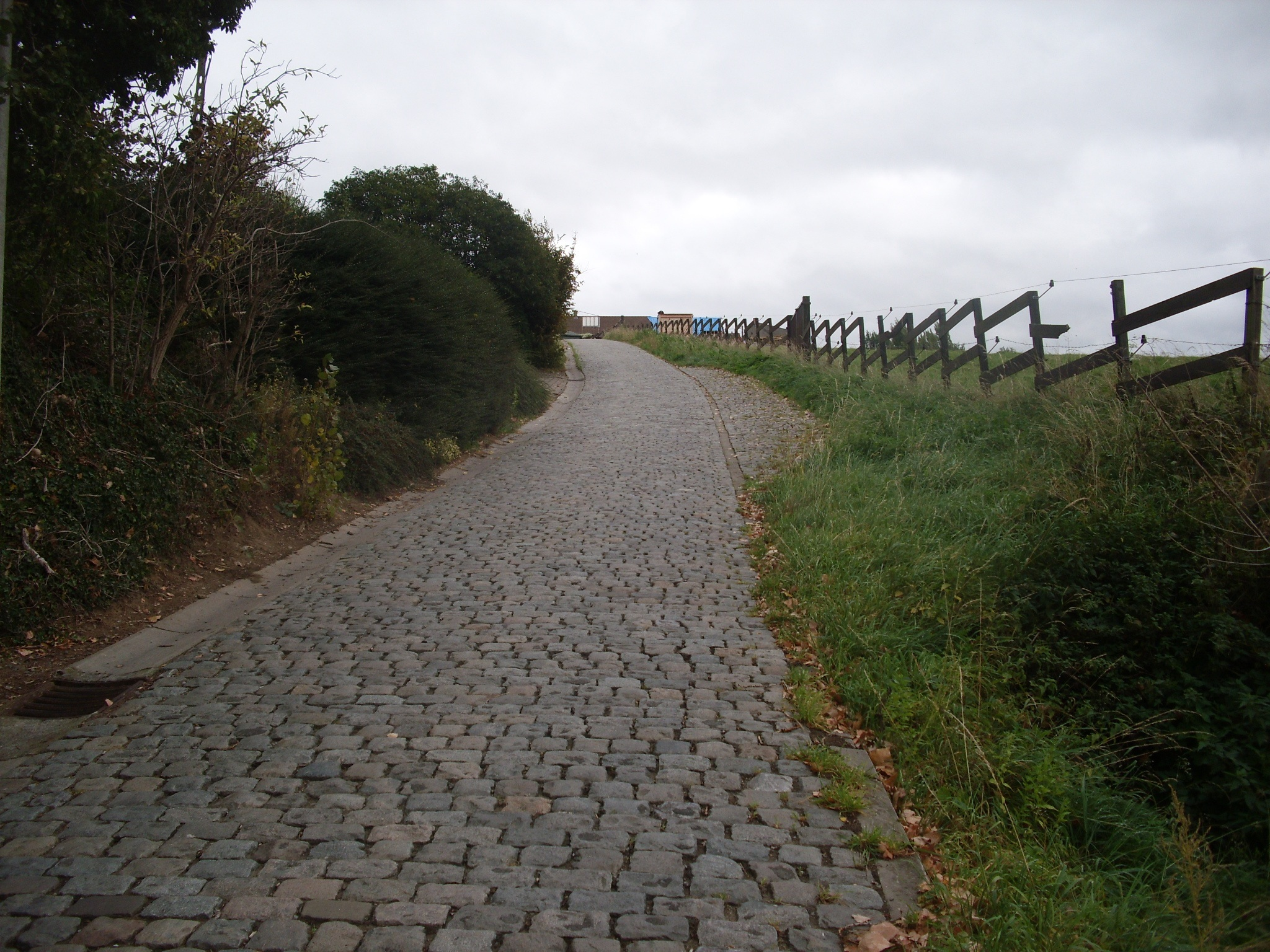
Paterberg

| Secteur | Nom              | Km (début du secteur) | Longueur (m) | Km de l'arrivée (début du secteur) |
| ------- | ---------------- | --------------------- | ------------ | ---------------------------------- |
| 1       | Beaucarnestraat  | 31,2                  | 1 200        | 177,6                              |
| 2       | Holleweg (nl)    | 33,3                  | 1 500        | 175,5                              |
| 3       | Paddestraat      | 44,7                  | 2 300        | 164,1                              |
| 4       | Mariaborrestraat | 151,4                 | 2 000        | 57,4                               |
| 5       | Varentstraat     | 183,8                 | 1 500        | 25                                 |

### Favoris
Le vainqueur en titre Mathieu van der Poel (Alpecin-Deceuninck) est le grand favori. Ses principaux adversaires sont Wout van Aert (Visma-Lease a Bike), déjà deux fois victorieux à Harelbeke, Mads Pedersen (Lidl-Trek) et Filippo Ganna (Ineos Grenadiers).

## Déroulement de la course
Aimé De Gendt et Casper Pedersen parviennent à s'isoler en tête à plus de 100 kilomètres de l'arrivée. Mads Pedersen accélère dans le Taaienberg (81 kilomètres du terme) suivi par Mathieu van der Poel et Filippo Ganna. Les autres favoris dont Wout van Aert ne peuvent pas réagir. Ce trio rejoint rapidement le duo de fuyards. L’écart des cinq hommes de tête augmente par rapport à leurs adversaires. Mads Pedersen monte le Paterberg en tête mais sans réussir à décrocher ses compagnons d'échappée. Dans le Vieux Quaremont (39 km du terme), Mathieu van der Poel augmente le rythme et lâche ses concurrents, le dernier à résister étant Mads Pedersen. Par la suite, les écarts grandissent et les positions se figent avec Mathieu van der Poel filant vers une seconde victoire consécutive à Harelbeke, Mads Pedersen seul pour la deuxième place et Filippo Ganna, aussi esseulé, résistant pour s'assurer un podium.

## Classements

### Classement final
| \| Classement général \| Classement général \| Classement général \| Classement général \| Classement général \| \| Coureur \| Coureur \| Pays \| Équipe \| Temps \| \| ------------------ \| -------------------- \| ------------------ \| -------------------------- \| ------------------ \| \| 1er \| Mathieu van der Poel \| Pays-Bas \| Alpecin-Deceuninck \| 4 h 38 min 11 s \| \| 2e \| Mads Pedersen \| Danemark \| Lidl-Trek \| + 1 min 05 s \| \| 3e \| Filippo Ganna \| Italie \| Ineos Grenadiers \| + 2 min 04 s \| \| 4e \| Casper Pedersen \| Danemark \| Soudal Quick-Step \| + 2 min 33 s \| \| 5e \| Jasper Stuyven \| Belgique \| Lidl-Trek \| + 2 min 33 s \| \| 6e \| Stefan Küng \| Suisse \| Groupama-FDJ \| + 2 min 33 s \| \| 7e \| Aimé De Gendt \| Belgique \| Cofidis \| + 2 min 33 s \| \| 8e \| Tim Wellens \| Belgique \| UAE Team Emirates XRG \| + 2 min 35 s \| \| 9e \| Matteo Jorgenson \| États-Unis \| Team Visma \\| Lease a Bike \| + 2 min 38 s \| \| 10e \| Mike Teunissen \| Pays-Bas \| XDS Astana Team \| + 2 min 43 s \| |                      |            |                            |                 |
| |                      |            |                            |                 |
| Source : ProCyclingStats |                      |            |                            |                 |
| Classement général |                      |            |                            |                 |
| Coureur | Coureur              | Pays       | Équipe                     | Temps           |
| 1er | Mathieu van der Poel | Pays-Bas   | Alpecin-Deceuninck         | 4 h 38 min 11 s |
| 2e | Mads Pedersen        | Danemark   | Lidl-Trek                  | + 1 min 05 s    |
| 3e | Filippo Ganna        | Italie     | Ineos Grenadiers           | + 2 min 04 s    |
| 4e | Casper Pedersen      | Danemark   | Soudal Quick-Step          | + 2 min 33 s    |
| 5e | Jasper Stuyven       | Belgique   | Lidl-Trek                  | + 2 min 33 s    |
| 6e | Stefan Küng          | Suisse     | Groupama-FDJ               | + 2 min 33 s    |
| 7e | Aimé De Gendt        | Belgique   | Cofidis                    | + 2 min 33 s    |
| 8e | Tim Wellens          | Belgique   | UAE Team Emirates XRG      | + 2 min 35 s    |
| 9e | Matteo Jorgenson     | États-Unis | Team Visma \| Lease a Bike | + 2 min 38 s    |
| 10e | Mike Teunissen       | Pays-Bas   | XDS Astana Team            | + 2 min 43 s    |

### Classements UCI
La course attribue des points au classement mondial UCI 2025 selon le barème suivant :
| Position           | 1er | 2e  | 3e  | 4e  | 5e  | 6e  | 7e  | 8e  | 9e | 10e | 11e | 12e | 13e | 14e | 15e | 16e à 20e | 21e à 30e | 31e à 50e | 51e à 55e | 56e à 60e |
| Classement général | 400 | 320 | 260 | 220 | 180 | 140 | 120 | 100 | 80 | 68  | 56  | 48  | 40  | 32  | 28  | 24        | 16        | 8         | 4         | 2         |

## Liste des participants
| Légende | Légende                                                                    | Légende | Légende                                                    |
| ------- | -------------------------------------------------------------------------- | ------- | ---------------------------------------------------------- |
| Num     | Dossard de départ porté par le coureur sur ce Grand Prix E3                | Pos     | Position à l'arrivée de la course                          |
|         | Indique un maillot de champion national ou mondial, suivi de sa spécialité | NP      | Indique un coureur qui n'a pas pris le départ de la course |
| AB      | Indique un coureur qui n'a pas terminé la course                           | HD      | Indique un coureur qui a terminé la course hors des délais |

| Alpecin-Deceuninck ADC                  | Alpecin-Deceuninck ADC     | Alpecin-Deceuninck ADC |
| --------------------------------------- | -------------------------- | ---------------------- |
| Num                                     | Coureur                    | Pos                    |
| 1                                       | Mathieu van der Poel (NED) | 1er                    |
| 2                                       | Tobias Bayer (AUT)         | AB                     |
| 3                                       | Xandro Meurisse (BEL)      | 49e                    |
| 4                                       | Juri Hollmann (GER)        | AB                     |
| 5                                       | Silvan Dillier (SUI)       | AB                     |
| 6                                       | Oscar Riesebeek (NED)      | 127e                   |
| 7                                       | Gianni Vermeersch (BEL)    | 16e                    |
| Directeur sportif : Christoph Roodhooft |                            |                        |

| UAE Team Emirates XRG UAD         | UAE Team Emirates XRG UAD    | UAE Team Emirates XRG UAD |
| --------------------------------- | ---------------------------- | ------------------------- |
| Num                               | Coureur                      | Pos                       |
| 11                                | Florian Vermeersch (BEL)     | 24e                       |
| 12                                | Filippo Baroncini (ITA)      | AB                        |
| 13                                | Mikkel Norsgaard Bjerg (DEN) | 51e                       |
| 14                                | António Morgado (POR)        | 33e                       |
| 15                                | Sebastián Molano (COL)       | AB                        |
| 16                                | Nils Politt (GER)            | 18e                       |
| 17                                | Tim Wellens (BEL)            | 8e                        |
| Directeur sportif : Marco Marcato |                              |                           |

| Team Visma \| Lease a Bike TVL        | Team Visma \| Lease a Bike TVL | Team Visma \| Lease a Bike TVL |
| ------------------------------------- | ------------------------------ | ------------------------------ |
| Num                                   | Coureur                        | Pos                            |
| 21                                    | Wout van Aert (BEL)            | 15e                            |
| 22                                    | Edoardo Affini (ITA)           | 78e                            |
| 23                                    | Tiesj Benoot (BEL)             | 20e                            |
| 24                                    | Julien Vermote (BEL)           | AB                             |
| 25                                    | Matteo Jorgenson (USA)         | 9e                             |
| 26                                    | Dylan van Baarle (NED)         | 65e                            |
| 27                                    | Tosh Van der Sande (BEL)       | 129e                           |
| Directeur sportif : Arthur van Dongen |                                |                                |

| Soudal Quick-Step SOQ           | Soudal Quick-Step SOQ   | Soudal Quick-Step SOQ |
| ------------------------------- | ----------------------- | --------------------- |
| Num                             | Coureur                 | Pos                   |
| 31                              | Luke Lamperti (USA)     | 39e                   |
| 32                              | Louis Vervaeke (BEL)    | AB                    |
| 33                              | Gil Gelders (BEL)       | AB                    |
| 34                              | Casper Pedersen (DEN)   | 4e                    |
| 35                              | Pepijn Reinderink (NED) | 80e                   |
| 36                              | Jordi Warlop (BEL)      | AB                    |
| 37                              | Dries Van Gestel (BEL)  | AB                    |
| Directeur sportif : Iljo Keisse |                         |                       |

| Intermarché-Wanty IWA              | Intermarché-Wanty IWA           | Intermarché-Wanty IWA |
| ---------------------------------- | ------------------------------- | --------------------- |
| Num                                | Coureur                         | Pos                   |
| 41                                 | Biniam Girmay (ERI)             | 22e                   |
| 42                                 | Vito Braet (BEL)                | 31e                   |
| 43                                 | Hugo Page (FRA)                 | 74e                   |
| 44                                 | Jonas Rutsch (GER)              | 53e                   |
| 45                                 | Roel van Sintmaartensdijk (NED) | AB                    |
| 46                                 | Adrien Petit (FRA)              | AB                    |
| 47                                 | Taco van der Hoorn (NED)        | 128e                  |
| Directeur sportif : Dimitri Claeys |                                 |                       |

| XDS Astana Team XAT                | XDS Astana Team XAT     | XDS Astana Team XAT |
| ---------------------------------- | ----------------------- | ------------------- |
| Num                                | Coureur                 | Pos                 |
| 51                                 | Aaron Gate (NZL)        | 112e                |
| 52                                 | Yevgeniy Fedorov (KAZ)  | 13e                 |
| 53                                 | Michele Gazzoli (ITA)   | 43e                 |
| 54                                 | Matteo Malucelli (ITA)  | AB                  |
| 55                                 | Alessandro Romele (ITA) | NP                  |
| 56                                 | Mike Teunissen (NED)    | 10e                 |
| 57                                 | Davide Toneatti (ITA)   | 48e                 |
| Directeur sportif : Lorenzo Lapage |                         |                     |

| Bahrain Victorious TBV           | Bahrain Victorious TBV    | Bahrain Victorious TBV |
| -------------------------------- | ------------------------- | ---------------------- |
| Num                              | Coureur                   | Pos                    |
| 61                               | Matej Mohorič (SLO)       | AB                     |
| 62                               | Alberto Bruttomesso (ITA) | AB                     |
| 63                               | Roman Ermakov (RUS)       | 103e                   |
| 64                               | Kamil Gradek (POL)        | 92e                    |
| 65                               | Vlad Van Mechelen (BEL)   | 35e                    |
| 66                               | Robert Stannard (AUS)     | 38e                    |
| 67                               | Fred Wright (GBR)         | 109e                   |
| Directeur sportif : Michał Gołaś |                           |                        |

| Red Bull-Bora-Hansgrohe RBH       | Red Bull-Bora-Hansgrohe RBH | Red Bull-Bora-Hansgrohe RBH |
| --------------------------------- | --------------------------- | --------------------------- |
| Num                               | Coureur                     | Pos                         |
| 71                                | Laurence Pithie (NZL)       | 73e                         |
| 72                                | Gianni Moscon (ITA)         | AB                          |
| 73                                | Filip Maciejuk (POL)        | 95e                         |
| 74                                | Mick van Dijke (NED)        | 81e                         |
| 75                                | Sam Welsford (AUS)          | AB                          |
| 76                                | Oier Lazkano (ESP)          | AB                          |
| 77                                | Tim van Dijke (NED)         | 19e                         |
| Directeur sportif : Roger Hammond |                             |                             |

| Cofidis COF                          | Cofidis COF             | Cofidis COF |
| ------------------------------------ | ----------------------- | ----------- |
| Num                                  | Coureur                 | Pos         |
| 81                                   | Aimé De Gendt (BEL)     | 7e          |
| 82                                   | Clément Izquierdo (FRA) | 82e         |
| 83                                   | Oliver Knight (GBR)     | 113e        |
| 84                                   | Jan Maas (NED)          | 97e         |
| 85                                   | Eddy Finé (FRA)         | AB          |
| 86                                   | Sam Maisonobe (FRA)     | 71e         |
| 87                                   | Ludovic Robeet (BEL)    | 132e        |
| Directeur sportif : Thierry Marichal |                         |             |

| Decathlon-AG2R La Mondiale DAT    | Decathlon-AG2R La Mondiale DAT | Decathlon-AG2R La Mondiale DAT |
| --------------------------------- | ------------------------------ | ------------------------------ |
| Num                               | Coureur                        | Pos                            |
| 91                                | Oliver Naesen (BEL)            | 12e                            |
| 92                                | Dries De Bondt (BEL)           | 50e                            |
| 93                                | Sander De Pestel (BEL)         | 66e                            |
| 94                                | Oscar Chamberlain (AUS)        | 98e                            |
| 95                                | Pierre Gautherat (FRA)         | 26e                            |
| 96                                | Rasmus Søjberg (DEN) (route)   | 96e                            |
| 97                                | Aurélien Paret-Peintre (FRA)   | 62e                            |
| Directeur sportif : Julien Jurdie |                                |                                |

| EF Education-EasyPost EFE         | EF Education-EasyPost EFE | EF Education-EasyPost EFE |
| --------------------------------- | ------------------------- | ------------------------- |
| Num                               | Coureur                   | Pos                       |
| 101                               | Owain Doull (GBR)         | 44e                       |
| 102                               | Vincenzo Albanese (ITA)   | 36e                       |
| 103                               | Madis Mihkels (EST)       | 88e                       |
| 104                               | Jack Rootkin-Gray (GBR)   | 106e                      |
| 105                               | Harry Sweeny (AUS)        | 63e                       |
| 106                               | Neilson Powless (USA)     | 64e                       |
| 107                               | Max Walker (GBR)          | 126e                      |
| Directeur sportif : Andreas Klier |                           |                           |

| Groupama-FDJ GFC                     | Groupama-FDJ GFC        | Groupama-FDJ GFC |
| ------------------------------------ | ----------------------- | ---------------- |
| Num                                  | Coureur                 | Pos              |
| 111                                  | Stefan Küng (SUI)       | 6e               |
| 112                                  | Lewis Askey (GBR)       | 75e              |
| 113                                  | Sven Erik Bystrøm (NOR) | 123e             |
| 114                                  | Johan Jacobs (SUI)      | 40e              |
| 115                                  | Olivier Le Gac (FRA)    | AB               |
| 116                                  | Valentin Madouas (FRA)  | 17e              |
| 117                                  | Clément Russo (FRA)     | 114e             |
| Directeur sportif : Frédéric Guesdon |                         |                  |

| Ineos Grenadiers IGD             | Ineos Grenadiers IGD | Ineos Grenadiers IGD |
| -------------------------------- | -------------------- | -------------------- |
| Num                              | Coureur              | Pos                  |
| 121                              | Filippo Ganna (ITA)  | 3e                   |
| 122                              | Tobias Foss (NOR)    | 125e                 |
| 123                              | Bob Jungels (LUX)    | 54e                  |
| 124                              | Connor Swift (GBR)   | 77e                  |
| 125                              | Joshua Tarling (GBR) | 60e                  |
| 126                              | Ben Turner (GBR)     | AB                   |
| 127                              | Samuel Watson (GBR)  | 76e                  |
| Directeur sportif : Ian Stannard |                      |                      |

| Lidl-Trek LTK                    | Lidl-Trek LTK             | Lidl-Trek LTK |
| -------------------------------- | ------------------------- | ------------- |
| Num                              | Coureur                   | Pos           |
| 131                              | Mads Pedersen (DEN)       | 2e            |
| 132                              | Tim Declercq (BEL)        | AB            |
| 133                              | Alex Kirsch (LUX)         | 52e           |
| 134                              | Toms Skujiņš (LAT)        | 11e           |
| 135                              | Jasper Stuyven (BEL)      | 5e            |
| 136                              | Tim Torn Teutenberg (GER) | 131e          |
| 137                              | Mathias Vacek (CZE)       | AB            |
| Directeur sportif : Grégory Rast |                           |               |

| Movistar Team MOV                    | Movistar Team MOV         | Movistar Team MOV |
| ------------------------------------ | ------------------------- | ----------------- |
| Num                                  | Coureur                   | Pos               |
| 141                                  | Iván García Cortina (ESP) | 25e               |
| 142                                  | Mathias Norsgaard (DEN)   | 90e               |
| 143                                  | Jon Barrenetxea (ESP)     | 59e               |
| 144                                  | Carlos Canal (ESP)        | 28e               |
| 145                                  | Iván Romeo (ESP)          | AB                |
| 146                                  | Lorenzo Milesi (ITA)      | 89e               |
| 147                                  | Gonzalo Serrano (ESP)     | 91e               |
| Directeur sportif : Jürgen Roelandts |                           |                   |

| Team Picnic-PostNL TPP          | Team Picnic-PostNL TPP    | Team Picnic-PostNL TPP |
| ------------------------------- | ------------------------- | ---------------------- |
| Num                             | Coureur                   | Pos                    |
| 151                             | Alexander Edmondson (AUS) | 117e                   |
| 152                             | Enzo Leijnse (NED)        | 119e                   |
| 153                             | Niklas Märkl (GER)        | AB                     |
| 154                             | Julius van den Berg (NED) | 70e                    |
| 155                             | Tim Naberman (NED)        | AB                     |
| 156                             | Kevin Vermaerke (USA)     | AB                     |
| 157                             | Bram Welten (NED)         | 118e                   |
| Directeur sportif : Rudie Kemna |                           |                        |

| Team Jayco AlUla JAY              | Team Jayco AlUla JAY   | Team Jayco AlUla JAY |
| --------------------------------- | ---------------------- | -------------------- |
| Num                               | Coureur                | Pos                  |
| 161                               | Michael Matthews (AUS) | 27e                  |
| 162                               | Robert Donaldson (GBR) | 100e                 |
| 163                               | Jasha Sütterlin (GER)  | AB                   |
| 164                               | Patrick Gamper (AUT)   | 102e                 |
| 165                               | Jelte Krijnsen (NED)   | 94e                  |
| 166                               | Kelland O'Brien (AUS)  | 84e                  |
| 167                               | Max Walscheid (GER)    | 93e                  |
| Directeur sportif : Mathew Hayman |                        |                      |

| Arkéa-B&B Hotels ARK                  | Arkéa-B&B Hotels ARK  | Arkéa-B&B Hotels ARK |
| ------------------------------------- | --------------------- | -------------------- |
| Num                                   | Coureur               | Pos                  |
| 171                                   | Luca Mozzato (ITA)    | AB                   |
| 172                                   | Donavan Grondin (FRA) | AB                   |
| 173                                   | Léandre Lozouet (FRA) | 115e                 |
| 174                                   | Amaury Capiot (BEL)   | NP                   |
| 175                                   | Miles Scotson (AUS)   | 99e                  |
| 176                                   | Giosuè Epis (ITA)     | 85e                  |
| 177                                   | Pierre Thierry (FRA)  | 107e                 |
| Directeur sportif : Sébastien Hinault |                       |                      |

| Lotto LOT                         | Lotto LOT                    | Lotto LOT |
| --------------------------------- | ---------------------------- | --------- |
| Num                               | Coureur                      | Pos       |
| 181                               | Jenno Berckmoes (BEL)        | 30e       |
| 182                               | Sébastien Grignard (BEL)     | 69e       |
| 183                               | Arjen Livyns (BEL)           | 23e       |
| 184                               | Alec Segaert (BEL)           | 47e       |
| 185                               | Steffen De Schuyteneer (BEL) | 41e       |
| 186                               | Brent Van Moer (BEL)         | 46e       |
| 187                               | Baptiste Veistroffer (FRA)   | 116e      |
| Directeur sportif : Tony Gallopin |                              |           |

| Israel-Premier Tech IPT         | Israel-Premier Tech IPT   | Israel-Premier Tech IPT |
| ------------------------------- | ------------------------- | ----------------------- |
| Num                             | Coureur                   | Pos                     |
| 191                             | Tom Van Asbroeck (BEL)    | 86e                     |
| 192                             | Joseph Blackmore (GBR)    | 37e                     |
| 193                             | Matîs Louvel (FRA)        | 21e                     |
| 194                             | Nadav Raisberg (ISR)      | 124e                    |
| 195                             | Michael Schwarzmann (GER) | AB                      |
| 196                             | Guillaume Boivin (CAN)    | 87e                     |
| 197                             | Jake Stewart (GBR)        | 121e                    |
| Directeur sportif : Steve Bauer |                           |                         |

| Uno-X Mobility UXM                     | Uno-X Mobility UXM             | Uno-X Mobility UXM |
| -------------------------------------- | ------------------------------ | ------------------ |
| Num                                    | Coureur                        | Pos                |
| 201                                    | Jonas Abrahamsen (NOR)         | 61e                |
| 202                                    | Markus Hoelgaard (NOR) (route) | 45e                |
| 203                                    | Erik Nordsæter Resell (NOR)    | AB                 |
| 204                                    | William Blume Levy (DEN)       | 67e                |
| 205                                    | Amund Grøndahl Jansen (NOR)    | AB                 |
| 206                                    | Anders Skaarseth (NOR)         | 122e               |
| 207                                    | Rasmus Tiller (NOR)            | 34e                |
| Directeur sportif : Gino Van Oudenhove |                                |                    |

| Tudor Pro Cycling Team TUD      | Tudor Pro Cycling Team TUD | Tudor Pro Cycling Team TUD |
| ------------------------------- | -------------------------- | -------------------------- |
| Num                             | Coureur                    | Pos                        |
| 211                             | Matteo Trentin (ITA)       | 14e                        |
| 212                             | Marco Haller (AUT)         | 56e                        |
| 213                             | Petr Kelemen (CZE)         | AB                         |
| 214                             | Alexander Krieger (GER)    | 108e                       |
| 215                             | Marius Mayrhofer (GER)     | AB                         |
| 216                             | Rick Pluimers (NED)        | 72e                        |
| 217                             | Fabian Lienhard (SUI)      | 120e                       |
| Directeur sportif : Bart Leysen |                            |                            |

| Team TotalEnergies TEN                | Team TotalEnergies TEN  | Team TotalEnergies TEN |
| ------------------------------------- | ----------------------- | ---------------------- |
| Num                                   | Coureur                 | Pos                    |
| 221                                   | Rayan Boulahoite (FRA)  | 55e                    |
| 222                                   | Alexys Brunel (FRA)     | AB                     |
| 223                                   | Sandy Dujardin (FRA)    | 42e                    |
| 224                                   | Thomas Gachignard (FRA) | 58e                    |
| 225                                   | Samuel Leroux (FRA)     | 110e                   |
| 226                                   | Geoffrey Soupe (FRA)    | AB                     |
| 227                                   | Anthony Turgis (FRA)    | 29e                    |
| Directeur sportif : Dominique Arnould |                         |                        |

| Q36.5 Pro Cycling Team Q36     | Q36.5 Pro Cycling Team Q36 | Q36.5 Pro Cycling Team Q36 |
| ------------------------------ | -------------------------- | -------------------------- |
| Num                            | Coureur                    | Pos                        |
| 231                            | Fabio Christen (SUI)       | 57e                        |
| 232                            | David González López (ESP) | 105e                       |
| 233                            | Kamil Małecki (POL)        | AB                         |
| 234                            | Nicolò Parisini (ITA)      | 32e                        |
| 235                            | Jannik Steimle (GER)       | 68e                        |
| 236                            | Rory Townsend (IRL)        | 101e                       |
| 237                            | Giacomo Nizzolo (ITA)      | AB                         |
| Directeur sportif : Jens Zemke |                            |                            |

| Team Flanders-Baloise TFB          | Team Flanders-Baloise TFB | Team Flanders-Baloise TFB |
| ---------------------------------- | ------------------------- | ------------------------- |
| Num                                | Coureur                   | Pos                       |
| 241                                | Alex Colman (BEL)         | 79e                       |
| 242                                | Toon Clynhens (BEL)       | AB                        |
| 243                                | Siebe Deweirdt (BEL)      | 130e                      |
| 244                                | Jonas Geens (BEL)         | 83e                       |
| 245                                | Elias Maris (BEL)         | 111e                      |
| 246                                | Brem Deman (BEL)          | AB                        |
| 247                                | Dylan Vandenstorme (BEL)  | 104e                      |
| Directeur sportif : Hans De Clercq |                           |                           |

| Alpecin-Deceuninck ADC                  | Alpecin-Deceuninck ADC     | Alpecin-Deceuninck ADC |
| --------------------------------------- | -------------------------- | ---------------------- |
| Num                                     | Coureur                    | Pos                    |
| 1                                       | Mathieu van der Poel (NED) | 1er                    |
| 2                                       | Tobias Bayer (AUT)         | AB                     |
| 3                                       | Xandro Meurisse (BEL)      | 49e                    |
| 4                                       | Juri Hollmann (GER)        | AB                     |
| 5                                       | Silvan Dillier (SUI)       | AB                     |
| 6                                       | Oscar Riesebeek (NED)      | 127e                   |
| 7                                       | Gianni Vermeersch (BEL)    | 16e                    |
| Directeur sportif : Christoph Roodhooft |                            |                        |

| UAE Team Emirates XRG UAD         | UAE Team Emirates XRG UAD    | UAE Team Emirates XRG UAD |
| --------------------------------- | ---------------------------- | ------------------------- |
| Num                               | Coureur                      | Pos                       |
| 11                                | Florian Vermeersch (BEL)     | 24e                       |
| 12                                | Filippo Baroncini (ITA)      | AB                        |
| 13                                | Mikkel Norsgaard Bjerg (DEN) | 51e                       |
| 14                                | António Morgado (POR)        | 33e                       |
| 15                                | Sebastián Molano (COL)       | AB                        |
| 16                                | Nils Politt (GER)            | 18e                       |
| 17                                | Tim Wellens (BEL)            | 8e                        |
| Directeur sportif : Marco Marcato |                              |                           |

| Team Visma \| Lease a Bike TVL        | Team Visma \| Lease a Bike TVL | Team Visma \| Lease a Bike TVL |
| ------------------------------------- | ------------------------------ | ------------------------------ |
| Num                                   | Coureur                        | Pos                            |
| 21                                    | Wout van Aert (BEL)            | 15e                            |
| 22                                    | Edoardo Affini (ITA)           | 78e                            |
| 23                                    | Tiesj Benoot (BEL)             | 20e                            |
| 24                                    | Julien Vermote (BEL)           | AB                             |
| 25                                    | Matteo Jorgenson (USA)         | 9e                             |
| 26                                    | Dylan van Baarle (NED)         | 65e                            |
| 27                                    | Tosh Van der Sande (BEL)       | 129e                           |
| Directeur sportif : Arthur van Dongen |                                |                                |

| Soudal Quick-Step SOQ           | Soudal Quick-Step SOQ   | Soudal Quick-Step SOQ |
| ------------------------------- | ----------------------- | --------------------- |
| Num                             | Coureur                 | Pos                   |
| 31                              | Luke Lamperti (USA)     | 39e                   |
| 32                              | Louis Vervaeke (BEL)    | AB                    |
| 33                              | Gil Gelders (BEL)       | AB                    |
| 34                              | Casper Pedersen (DEN)   | 4e                    |
| 35                              | Pepijn Reinderink (NED) | 80e                   |
| 36                              | Jordi Warlop (BEL)      | AB                    |
| 37                              | Dries Van Gestel (BEL)  | AB                    |
| Directeur sportif : Iljo Keisse |                         |                       |

| Intermarché-Wanty IWA              | Intermarché-Wanty IWA           | Intermarché-Wanty IWA |
| ---------------------------------- | ------------------------------- | --------------------- |
| Num                                | Coureur                         | Pos                   |
| 41                                 | Biniam Girmay (ERI)             | 22e                   |
| 42                                 | Vito Braet (BEL)                | 31e                   |
| 43                                 | Hugo Page (FRA)                 | 74e                   |
| 44                                 | Jonas Rutsch (GER)              | 53e                   |
| 45                                 | Roel van Sintmaartensdijk (NED) | AB                    |
| 46                                 | Adrien Petit (FRA)              | AB                    |
| 47                                 | Taco van der Hoorn (NED)        | 128e                  |
| Directeur sportif : Dimitri Claeys |                                 |                       |

| XDS Astana Team XAT                | XDS Astana Team XAT     | XDS Astana Team XAT |
| ---------------------------------- | ----------------------- | ------------------- |
| Num                                | Coureur                 | Pos                 |
| 51                                 | Aaron Gate (NZL)        | 112e                |
| 52                                 | Yevgeniy Fedorov (KAZ)  | 13e                 |
| 53                                 | Michele Gazzoli (ITA)   | 43e                 |
| 54                                 | Matteo Malucelli (ITA)  | AB                  |
| 55                                 | Alessandro Romele (ITA) | NP                  |
| 56                                 | Mike Teunissen (NED)    | 10e                 |
| 57                                 | Davide Toneatti (ITA)   | 48e                 |
| Directeur sportif : Lorenzo Lapage |                         |                     |

| Bahrain Victorious TBV           | Bahrain Victorious TBV    | Bahrain Victorious TBV |
| -------------------------------- | ------------------------- | ---------------------- |
| Num                              | Coureur                   | Pos                    |
| 61                               | Matej Mohorič (SLO)       | AB                     |
| 62                               | Alberto Bruttomesso (ITA) | AB                     |
| 63                               | Roman Ermakov (RUS)       | 103e                   |
| 64                               | Kamil Gradek (POL)        | 92e                    |
| 65                               | Vlad Van Mechelen (BEL)   | 35e                    |
| 66                               | Robert Stannard (AUS)     | 38e                    |
| 67                               | Fred Wright (GBR)         | 109e                   |
| Directeur sportif : Michał Gołaś |                           |                        |

| Red Bull-Bora-Hansgrohe RBH       | Red Bull-Bora-Hansgrohe RBH | Red Bull-Bora-Hansgrohe RBH |
| --------------------------------- | --------------------------- | --------------------------- |
| Num                               | Coureur                     | Pos                         |
| 71                                | Laurence Pithie (NZL)       | 73e                         |
| 72                                | Gianni Moscon (ITA)         | AB                          |
| 73                                | Filip Maciejuk (POL)        | 95e                         |
| 74                                | Mick van Dijke (NED)        | 81e                         |
| 75                                | Sam Welsford (AUS)          | AB                          |
| 76                                | Oier Lazkano (ESP)          | AB                          |
| 77                                | Tim van Dijke (NED)         | 19e                         |
| Directeur sportif : Roger Hammond |                             |                             |

| Cofidis COF                          | Cofidis COF             | Cofidis COF |
| ------------------------------------ | ----------------------- | ----------- |
| Num                                  | Coureur                 | Pos         |
| 81                                   | Aimé De Gendt (BEL)     | 7e          |
| 82                                   | Clément Izquierdo (FRA) | 82e         |
| 83                                   | Oliver Knight (GBR)     | 113e        |
| 84                                   | Jan Maas (NED)          | 97e         |
| 85                                   | Eddy Finé (FRA)         | AB          |
| 86                                   | Sam Maisonobe (FRA)     | 71e         |
| 87                                   | Ludovic Robeet (BEL)    | 132e        |
| Directeur sportif : Thierry Marichal |                         |             |

| Decathlon-AG2R La Mondiale DAT    | Decathlon-AG2R La Mondiale DAT | Decathlon-AG2R La Mondiale DAT |
| --------------------------------- | ------------------------------ | ------------------------------ |
| Num                               | Coureur                        | Pos                            |
| 91                                | Oliver Naesen (BEL)            | 12e                            |
| 92                                | Dries De Bondt (BEL)           | 50e                            |
| 93                                | Sander De Pestel (BEL)         | 66e                            |
| 94                                | Oscar Chamberlain (AUS)        | 98e                            |
| 95                                | Pierre Gautherat (FRA)         | 26e                            |
| 96                                | Rasmus Søjberg (DEN) (route)   | 96e                            |
| 97                                | Aurélien Paret-Peintre (FRA)   | 62e                            |
| Directeur sportif : Julien Jurdie |                                |                                |

| EF Education-EasyPost EFE         | EF Education-EasyPost EFE | EF Education-EasyPost EFE |
| --------------------------------- | ------------------------- | ------------------------- |
| Num                               | Coureur                   | Pos                       |
| 101                               | Owain Doull (GBR)         | 44e                       |
| 102                               | Vincenzo Albanese (ITA)   | 36e                       |
| 103                               | Madis Mihkels (EST)       | 88e                       |
| 104                               | Jack Rootkin-Gray (GBR)   | 106e                      |
| 105                               | Harry Sweeny (AUS)        | 63e                       |
| 106                               | Neilson Powless (USA)     | 64e                       |
| 107                               | Max Walker (GBR)          | 126e                      |
| Directeur sportif : Andreas Klier |                           |                           |

| Groupama-FDJ GFC                     | Groupama-FDJ GFC        | Groupama-FDJ GFC |
| ------------------------------------ | ----------------------- | ---------------- |
| Num                                  | Coureur                 | Pos              |
| 111                                  | Stefan Küng (SUI)       | 6e               |
| 112                                  | Lewis Askey (GBR)       | 75e              |
| 113                                  | Sven Erik Bystrøm (NOR) | 123e             |
| 114                                  | Johan Jacobs (SUI)      | 40e              |
| 115                                  | Olivier Le Gac (FRA)    | AB               |
| 116                                  | Valentin Madouas (FRA)  | 17e              |
| 117                                  | Clément Russo (FRA)     | 114e             |
| Directeur sportif : Frédéric Guesdon |                         |                  |

| Ineos Grenadiers IGD             | Ineos Grenadiers IGD | Ineos Grenadiers IGD |
| -------------------------------- | -------------------- | -------------------- |
| Num                              | Coureur              | Pos                  |
| 121                              | Filippo Ganna (ITA)  | 3e                   |
| 122                              | Tobias Foss (NOR)    | 125e                 |
| 123                              | Bob Jungels (LUX)    | 54e                  |
| 124                              | Connor Swift (GBR)   | 77e                  |
| 125                              | Joshua Tarling (GBR) | 60e                  |
| 126                              | Ben Turner (GBR)     | AB                   |
| 127                              | Samuel Watson (GBR)  | 76e                  |
| Directeur sportif : Ian Stannard |                      |                      |

| Lidl-Trek LTK                    | Lidl-Trek LTK             | Lidl-Trek LTK |
| -------------------------------- | ------------------------- | ------------- |
| Num                              | Coureur                   | Pos           |
| 131                              | Mads Pedersen (DEN)       | 2e            |
| 132                              | Tim Declercq (BEL)        | AB            |
| 133                              | Alex Kirsch (LUX)         | 52e           |
| 134                              | Toms Skujiņš (LAT)        | 11e           |
| 135                              | Jasper Stuyven (BEL)      | 5e            |
| 136                              | Tim Torn Teutenberg (GER) | 131e          |
| 137                              | Mathias Vacek (CZE)       | AB            |
| Directeur sportif : Grégory Rast |                           |               |

| Movistar Team MOV                    | Movistar Team MOV         | Movistar Team MOV |
| ------------------------------------ | ------------------------- | ----------------- |
| Num                                  | Coureur                   | Pos               |
| 141                                  | Iván García Cortina (ESP) | 25e               |
| 142                                  | Mathias Norsgaard (DEN)   | 90e               |
| 143                                  | Jon Barrenetxea (ESP)     | 59e               |
| 144                                  | Carlos Canal (ESP)        | 28e               |
| 145                                  | Iván Romeo (ESP)          | AB                |
| 146                                  | Lorenzo Milesi (ITA)      | 89e               |
| 147                                  | Gonzalo Serrano (ESP)     | 91e               |
| Directeur sportif : Jürgen Roelandts |                           |                   |

| Team Picnic-PostNL TPP          | Team Picnic-PostNL TPP    | Team Picnic-PostNL TPP |
| ------------------------------- | ------------------------- | ---------------------- |
| Num                             | Coureur                   | Pos                    |
| 151                             | Alexander Edmondson (AUS) | 117e                   |
| 152                             | Enzo Leijnse (NED)        | 119e                   |
| 153                             | Niklas Märkl (GER)        | AB                     |
| 154                             | Julius van den Berg (NED) | 70e                    |
| 155                             | Tim Naberman (NED)        | AB                     |
| 156                             | Kevin Vermaerke (USA)     | AB                     |
| 157                             | Bram Welten (NED)         | 118e                   |
| Directeur sportif : Rudie Kemna |                           |                        |

| Team Jayco AlUla JAY              | Team Jayco AlUla JAY   | Team Jayco AlUla JAY |
| --------------------------------- | ---------------------- | -------------------- |
| Num                               | Coureur                | Pos                  |
| 161                               | Michael Matthews (AUS) | 27e                  |
| 162                               | Robert Donaldson (GBR) | 100e                 |
| 163                               | Jasha Sütterlin (GER)  | AB                   |
| 164                               | Patrick Gamper (AUT)   | 102e                 |
| 165                               | Jelte Krijnsen (NED)   | 94e                  |
| 166                               | Kelland O'Brien (AUS)  | 84e                  |
| 167                               | Max Walscheid (GER)    | 93e                  |
| Directeur sportif : Mathew Hayman |                        |                      |

| Arkéa-B&B Hotels ARK                  | Arkéa-B&B Hotels ARK  | Arkéa-B&B Hotels ARK |
| ------------------------------------- | --------------------- | -------------------- |
| Num                                   | Coureur               | Pos                  |
| 171                                   | Luca Mozzato (ITA)    | AB                   |
| 172                                   | Donavan Grondin (FRA) | AB                   |
| 173                                   | Léandre Lozouet (FRA) | 115e                 |
| 174                                   | Amaury Capiot (BEL)   | NP                   |
| 175                                   | Miles Scotson (AUS)   | 99e                  |
| 176                                   | Giosuè Epis (ITA)     | 85e                  |
| 177                                   | Pierre Thierry (FRA)  | 107e                 |
| Directeur sportif : Sébastien Hinault |                       |                      |

| Lotto LOT                         | Lotto LOT                    | Lotto LOT |
| --------------------------------- | ---------------------------- | --------- |
| Num                               | Coureur                      | Pos       |
| 181                               | Jenno Berckmoes (BEL)        | 30e       |
| 182                               | Sébastien Grignard (BEL)     | 69e       |
| 183                               | Arjen Livyns (BEL)           | 23e       |
| 184                               | Alec Segaert (BEL)           | 47e       |
| 185                               | Steffen De Schuyteneer (BEL) | 41e       |
| 186                               | Brent Van Moer (BEL)         | 46e       |
| 187                               | Baptiste Veistroffer (FRA)   | 116e      |
| Directeur sportif : Tony Gallopin |                              |           |

| Israel-Premier Tech IPT         | Israel-Premier Tech IPT   | Israel-Premier Tech IPT |
| ------------------------------- | ------------------------- | ----------------------- |
| Num                             | Coureur                   | Pos                     |
| 191                             | Tom Van Asbroeck (BEL)    | 86e                     |
| 192                             | Joseph Blackmore (GBR)    | 37e                     |
| 193                             | Matîs Louvel (FRA)        | 21e                     |
| 194                             | Nadav Raisberg (ISR)      | 124e                    |
| 195                             | Michael Schwarzmann (GER) | AB                      |
| 196                             | Guillaume Boivin (CAN)    | 87e                     |
| 197                             | Jake Stewart (GBR)        | 121e                    |
| Directeur sportif : Steve Bauer |                           |                         |

| Uno-X Mobility UXM                     | Uno-X Mobility UXM             | Uno-X Mobility UXM |
| -------------------------------------- | ------------------------------ | ------------------ |
| Num                                    | Coureur                        | Pos                |
| 201                                    | Jonas Abrahamsen (NOR)         | 61e                |
| 202                                    | Markus Hoelgaard (NOR) (route) | 45e                |
| 203                                    | Erik Nordsæter Resell (NOR)    | AB                 |
| 204                                    | William Blume Levy (DEN)       | 67e                |
| 205                                    | Amund Grøndahl Jansen (NOR)    | AB                 |
| 206                                    | Anders Skaarseth (NOR)         | 122e               |
| 207                                    | Rasmus Tiller (NOR)            | 34e                |
| Directeur sportif : Gino Van Oudenhove |                                |                    |

| Tudor Pro Cycling Team TUD      | Tudor Pro Cycling Team TUD | Tudor Pro Cycling Team TUD |
| ------------------------------- | -------------------------- | -------------------------- |
| Num                             | Coureur                    | Pos                        |
| 211                             | Matteo Trentin (ITA)       | 14e                        |
| 212                             | Marco Haller (AUT)         | 56e                        |
| 213                             | Petr Kelemen (CZE)         | AB                         |
| 214                             | Alexander Krieger (GER)    | 108e                       |
| 215                             | Marius Mayrhofer (GER)     | AB                         |
| 216                             | Rick Pluimers (NED)        | 72e                        |
| 217                             | Fabian Lienhard (SUI)      | 120e                       |
| Directeur sportif : Bart Leysen |                            |                            |

| Team TotalEnergies TEN                | Team TotalEnergies TEN  | Team TotalEnergies TEN |
| ------------------------------------- | ----------------------- | ---------------------- |
| Num                                   | Coureur                 | Pos                    |
| 221                                   | Rayan Boulahoite (FRA)  | 55e                    |
| 222                                   | Alexys Brunel (FRA)     | AB                     |
| 223                                   | Sandy Dujardin (FRA)    | 42e                    |
| 224                                   | Thomas Gachignard (FRA) | 58e                    |
| 225                                   | Samuel Leroux (FRA)     | 110e                   |
| 226                                   | Geoffrey Soupe (FRA)    | AB                     |
| 227                                   | Anthony Turgis (FRA)    | 29e                    |
| Directeur sportif : Dominique Arnould |                         |                        |

| Q36.5 Pro Cycling Team Q36     | Q36.5 Pro Cycling Team Q36 | Q36.5 Pro Cycling Team Q36 |
| ------------------------------ | -------------------------- | -------------------------- |
| Num                            | Coureur                    | Pos                        |
| 231                            | Fabio Christen (SUI)       | 57e                        |
| 232                            | David González López (ESP) | 105e                       |
| 233                            | Kamil Małecki (POL)        | AB                         |
| 234                            | Nicolò Parisini (ITA)      | 32e                        |
| 235                            | Jannik Steimle (GER)       | 68e                        |
| 236                            | Rory Townsend (IRL)        | 101e                       |
| 237                            | Giacomo Nizzolo (ITA)      | AB                         |
| Directeur sportif : Jens Zemke |                            |                            |

| Team Flanders-Baloise TFB          | Team Flanders-Baloise TFB | Team Flanders-Baloise TFB |
| ---------------------------------- | ------------------------- | ------------------------- |
| Num                                | Coureur                   | Pos                       |
| 241                                | Alex Colman (BEL)         | 79e                       |
| 242                                | Toon Clynhens (BEL)       | AB                        |
| 243                                | Siebe Deweirdt (BEL)      | 130e                      |
| 244                                | Jonas Geens (BEL)         | 83e                       |
| 245                                | Elias Maris (BEL)         | 111e                      |
| 246                                | Brem Deman (BEL)          | AB                        |
| 247                                | Dylan Vandenstorme (BEL)  | 104e                      |
| Directeur sportif : Hans De Clercq |                           |                           |